# Condition d'existence
En mathématiques, une condition d'existence pour une expression algébrique est une proposition nécessaire sur les variables de l'expression pour que cette expression produise un résultat.
Par exemple :
- un radicand ne peut être strictement inférieur à 0,
- un dénominateur doit être différent de 0,
- plus généralement, l'argument d'une fonction présente dans l'expression doit appartenir à son ensemble de définition.